# Virslīga 2010
La Virslīga 2010 è la 20ª edizione del massimo campionato di calcio lettone dalla ritrovata indipendenza e la 36ª con questa denominazione. Ebbe inizio il 9 aprile e si è concluso il 13 novembre 2010, con la vittoria dello Skonto Riga alla 14ª affermazione, tuttavia dopo un digiuno di cinque anni.

## Novità
A causa dello scandalo sul calcioscommesse la squadra del Dinaburg fu retrocessa d'ufficio. Venne invece promossa, in quanto vincitrice della seconda divisione, l'FK Jelgava.
Il Daugava Rīga disputò lo spareggio promozione/retrocessione contro i vicecampioni della seconda divisione, il Jaunība Rīga, avendo la meglio questi ultimi che quindi vennero promossi, condannando alla retrocessione il Daugava Rīga.
Pur avendo concluso la precedente stagione al 9º posto della seconda divisione, al Daugava Daugavpils fu offerto di partecipare alla Virslīga, invito accolto positivamente dal club.

## Formula
A seguito del nuovo allargamento del campionato a 10 squadre, la formula venne modificata per il terzo anno consecutivo. Le 10 squadre partecipanti disputano tre tornate per un totale di 27 giornate.
La squadra campione di Lettonia ha il diritto a partecipare alla UEFA Champions League 2011-2012, partendo dal secondo turno preliminare.
Le squadre classificate al secondo e terzo posto sono ammesse alla UEFA Europa League 2011-2012, partendo entrambe dal primo turno preliminare.
La squadra vincitrice della Coppa Nazionale è ammessa alla UEFA Europa League 2011-2012, partendo dal secondo turno preliminare.
Retrocede direttamente alla categoria inferiore l'ultima in classifica, mentre la penultima disputa uno spareggio contro la seconda classificata della seconda divisione.

## Squadre partecipanti
| Club              | Città      | Stagione precedente  |
| ----------------- | ---------- | -------------------- |
| Blāzma            | Rēzekne    | 6° in Virslīga       |
| Daugava           | Daugavpils | 9° in 1. Līga        |
| Jaunība Rīga      | Riga       | 2° in 1. Līga        |
| Jelgava           | Jelgava    | 1° in 1. Līga        |
| Jūrmala-VV        | Jūrmala    | 4° in Virslīga       |
| Metalurgs Liepāja | Liepāja    | Campione di Lettonia |
| Olimps Rīga       | Riga       | 5° in Virslīga       |
| Skonto            | Riga       | 3° in Virslīga       |
| Tranzit           | Ventspils  | 7° in Virslīga       |
| Ventspils         | Ventspils  | 2° in Virslīga       |

## Classifica finale
|                     | Pos. | Squadra           | Pt | G  | V  | N | P  | GF | GS | DR  |
| ------------------- | ---- | ----------------- | -- | -- | -- | - | -- | -- | -- | --- |
| Lettonia (bandiera) | 1.   | Skonto            | 69 | 27 | 22 | 3 | 2  | 86 | 16 | +70 |
|                     | 2.   | Ventspils         | 63 | 27 | 20 | 3 | 4  | 68 | 18 | +50 |
|                     | 3.   | Metalurgs Liepāja | 61 | 27 | 19 | 4 | 4  | 70 | 20 | +50 |
|                     | 4.   | Daugava           | 56 | 27 | 16 | 8 | 3  | 35 | 16 | +19 |
|                     | 5.   | Jūrmala-VV        | 28 | 27 | 8  | 4 | 15 | 30 | 45 | -15 |
|                     | 6.   | Jelgava           | 25 | 27 | 6  | 7 | 14 | 36 | 45 | -9  |
|                     | 7.   | Blāzma            | 24 | 27 | 7  | 3 | 17 | 27 | 57 | -30 |
|                     | 8.   | Olimps Rīga       | 21 | 27 | 5  | 6 | 16 | 31 | 63 | -32 |
|                     | 9.   | Tranzit           | 19 | 27 | 5  | 4 | 18 | 17 | 56 | -39 |
|                     | 10.  | Jaunība Rīga      | 16 | 27 | 4  | 4 | 19 | 16 | 80 | -64 |

### Classifica marcatori
|  | Gol | Marcatore                                | Squadra                     |
|  | --- | ---------------------------------------- | --------------------------- |
|  | 18  | Deniss Rakeļs Nathan Júnior              | Metalurgs Liepāja Skonto    |
|  | 15  | Jurijs Žigajevs                          | Ventspils                   |
|  | 12  | Kristaps Grebis                          | Metalurgs Liepāja           |
|  | 11  | Oļegs Malašenoks                         | Jelgava                     |
|  | 9   | Eduards Višņakovs Vitalijus Kavaliauskas | Ventspils Metalurgs Liepāja |

## Verdetti
- Campione di Lettonia:  Skonto
- UEFA Champions League 2011-2012 2º turno preliminare:  Skonto
- UEFA Europa League 2011-2012 2º turno preliminare: vincitori Coppa di Lettonia 2010
- UEFA Europa League 2011-2012 1º turno preliminare:  Ventspils e  Metalurgs Liepāja
- Retrocesse:  Jaunība Rīga